# Điền Dự
Điền Dự (chữ Hán: 田豫, 170-253), tự Quốc Nhượng, là tướng nhà Tào Ngụy thời Tam Quốc trong lịch sử Trung Quốc.

## Dưới quyền Lưu Bị
Điền Dự có là người huyện Ung Nô, quận Ngư Dương (thuộc U châu). Lúc Lưu Bị đến nương nhờ Công Tôn Toản (193) thì Điền Dự còn nhỏ tuổi, tự đến nương nhờ chỗ Lưu Bị, được Lưu Bị rất coi trọng. Lúc Bị làm Thứ sử Dự Châu (195), Điền Dự vì mẹ già mà xin về. Lưu Bị khóc lóc cùng chia tay, tỏ ý luyến tiếc ông.

## Dưới quyền Công Tôn Toản
Khi trở lại, Điền Dự làm thuộc hạ của Công Tôn Toản. Toản sai Điền Dự làm huyện lệnh huyện Đông Châu. Tướng của Toản là Vương Môn phản Toản, giúp Viên Thiệu đem hơn vạn quân đến đánh. Quân sợ, muốn hàng, Dự lên mặt thành bảo Môn nói: 
“Ông được họ Công Tôn coi trọng mà lại bỏ đi, trong lòng chắc là bất đắc dĩ thôi; vậy mà nay lại làm giặc, biết ông là kẻ làm loạn rồi. Người có trí nông cạn như cái bình nhỏ mà vẫn biết giữ lòng trung không đổi, ta đã nhận lệnh, sao ngươi đánh gấp vậy”?
Vương Môn hổ thẹn mà rút quân. Công Tôn Toản dẫu biết ông có mưu lược nhưng lại không trọng dụng.
Công Tôn Toản bị Viên Thiệu đánh bại và tự sát (199). Tướng cũ của Lưu Ngu (Thứ sử U châu, người bị Toản giết năm 193) là Tiên Vu Phụ được người trong quận bầu chọn, coi việc quan Thái thú, vốn thích tài năng của ông, bèn dùng làm Trưởng sử. Bấy giờ hào kiệt cùng nổi dậy, Tiên Vu Phụ chẳng biết theo về ai, Điền Dự bảo Phụ: 
“Người cuối cùng định được thiên hạ tất là họ Tào vậy, nên nhanh theo về thì sau này không rước họa”.
Tiên Vu Phụ theo kế của Điền Dự, bèn bến quy phục Tào Tháo và được phong thưởng.

## Phục vụ Tào Ngụy

### Thời Tào Tháo
Tào Tháo gọi Điền Dự đến làm Thừa tướng Quân mưu duyện, làm huyện lệnh các huyện Dĩnh Âm, Lang Lăng, sau đó chuyển làm Thái thú Dặc Dương, các chỗ ông đến nhậm chức đều được sửa trị.
Người Hồ phía bắc vào đánh Đại quận. Con Tào Tháo là Tào Chương được lệnh đi đánh, lấy Điền Dự làm tướng, đem quân đến phía bắc huyện Dịch. Người Hồ ém quân kị chặn đánh, quân sĩ Tào rối loạn, chẳng biết làm sao. Điền Dự dựa vào thế đất, đem quân về lập thế trận vòng tròn, đặt cung nỏ dày đặc ở trong trận, làm nghi binh để che giấu chỗ kém của mình. Quân Hồ không tiến được, tan chạy. Quân Tào đuổi đánh, đại thắng, cuối cùng đi đến bình Đại Quận.
Ông chuyển làm Thái thú Nam Dương. Lúc trước, người trong quận là Hầu Âm nổi dậy chống lại, tụ tập mấy nghìn người trong núi làm bọn cướp, gây hại lớn cho quận. Thái thú lúc trước bắt được phe đảng và hơn năm trăm người của họ, dâng tấu xin xử tội chết. Điền Dự đến gặp hết những người tù, an ủi, mở con đường tự sửa mới cho họ, cùng lúc cởi trói ra mà sai khiến. Những người bị tội tù đều cúi đầu, xin tự chuộc tội, liền tự bảo nhau, các nhóm cướp sớm tan rã, trong quận được yên ổn. Việc đó tâu lên, Tào Tháo khen ngợi ông.

### Thời Tào Phi
Đầu thời Văn Đế Tào Phi, người Địch phía bắc mạnh mẽ, xâm nhiễu biên ải phía bắc. Tào Phi bèn sai Điền Dự lĩnh chức Trì tiết Hộ Ô Hoàn Hiệu úy, cùng Khiên Chiêu, Giải Tuấn cùng làm Hộ Tiên Ti Hiệu úy. Từ huyện Cao Liễu đến phía đông, từ chỗ của người Uế Mạch về phía tây, mấy chục bộ lạc Tỉ Năng, Di Gia, Tố Lợi người Tiên Ti cắt đất chiếm giữ, đều có chia ranh giới, lại cùng thề ước, đều không muốn đem ngựa trao đổi với Trung Quốc. Điền Dự cho rằng người Di Địch hợp làm một thì không lợi của Trung Quốc, bèn li gián họ trước, khiến cho họ tự thù ghét, đánh giết lẫn nhau. Bộ lạc Tố Lợi làm trái lời thề, đem nghìn con ngựa trao cho quan quân, bị bộ lạc Tỉ Năng đánh, xin cứu với Điền Dự. Điền Dự lo họ tự hợp lại với nhau, sẽ gây hại nhiều thêm, bèn cứu kẻ thiện, đánh kẻ ác, tỏ ân tín với người Địch, tự đem quân tinh nhuệ đi sâu vào trại giặc, người Hồ đông nhiều, đem quân vây trước sau, chặn ngang đường về. Điền Dự bèn tiến quân, lập đồn trại cách giặc hơn mười dặm, tụ nhiều phân trâu ngựa khô lại mà đốt, rồi từ đường khác dẫn quân đi. Người Hồ thấy khói lửa không dứt, cho rằng Điền Dự vẫn ở đó, bèn bỏ đi, được mấy chục dặm mới biết, lại đuổi theo Điền Dự đến Mã Thành, vây đến mười vòng, Điền Dự phòng giữ nghiêm ngặt, sai quan Tư mã dựng cờ tinh, đánh gõ trống, đem quân bộ kị ra từ cửa nam, người Hồ đều dõi mắt đến đuổi theo. Điền Dự đem quân tinh nhuệ ra từ cửa bắc, đánh trống hò reo mà ra, hai đầu cùng ập đến, ra chỗ giặc không ngờ, quân địch rối loạn, đều tự dẫn dắt ngựa mà chạy, đuổi đánh đến hơn hai mươi dặm, thây chết đầy đất.
Vua của người Ô Hoàn là Cốt Tiến ương ngạnh không thần phục, Điền Dự ra biên ải xem xét, tự đem hơn trăm quân kị thuộc hạ vào trại, Tiến đón bái, bèn sai tả hữu chém Tiến, kể rõ tội lỗi của hắn để ban lệnh cho quân dân, quân dân đều sợ hãi không dám động đậy, lại lấy em của Tiến thay Tiến. Từ đấy, người Hồ vỡ mật, oai lừng sa mạc. Bọn giặc trên núi là Cao Ngải có mấy nghìn người cướp bóc, gây hại ở miền U châu và Ký châu, do đó Dự dụ bộ lạc Tố Lợi người Tiên Ti chém Ngải, đưa đầu đến kinh đô. Tào Phi phong Điền Dự làm Trường Lạc Đình Hầu.

### Thời Tào Duệ
Điền Dự làm Hộ Ô Hoàn Hiệu úy được 9 năm, ngăn ngừa người Di Địch, thường bẻ gãy ra mà chiếm lấy, chia rẽ những thủ lĩnh có thế lực. Như những kẻ trốn tránh gian xảo giúp người Hồ tính kế gây việc không có lợi cho quan quân, Điền Dự đều quấy phá chia rẽ, khiến cho mưu ác xấu của họ không thành, những bộ lạc tụ họp không được yên ổn. Việc chưa xong, bè đảng của Thứ sử U Châu là Vương Hùng muốn Hùng lĩnh chức Ô Hoàn Hiệu úy, phá kế của quấy biên của Điền Dự, gây khó cho triều đình Tào Ngụy. Vì vậy Tào Duệ nghe lời gièm, bèn chuyển Dự làm Thái thú Nhữ Nam, thêm chức Điển Di Tướng quân.
Năm 233, Công Tôn Uyên đem quận Liêu Đông chống lại Tào Ngụy. Ngụy Minh Đế muốn đánh Uyên nhưng khó chọn người, Trung lĩnh quân Dương Kị tiến cử ông. Minh Đế bèn sai Dự giữ chức cũ, đô đốc các quân của vùng Thanh châu, cầm cờ tiết đến đánh Uyên. Gặp lúc quân Đông Ngô sai sứ đến liên kết với Uyên. Minh Đế cho là quân địch đông nhiều, lại đã vượt biển, hạ chiếu Điền Dự phải bãi binh. Điền Dự tính thuyền giặc sẽ quay về, cuối năm gió to, tất sợ trôi dạt, mà đi về phía đông lại không có bờ, phải đến Thành Sơn. Thành Sơn không phải là chỗ chứa thuyền, phải men theo bờ biển, xem xét thế đất và các núi đảo, ngăn chặn nơi hiểm yếu, bày binh đóng giữ. Điền Dự tự vào Thành Sơn, trèo lên đài Hán Vũ mà trông. Khi quân Ngô trở về, quả đúng gặp gió to, thuyền đều va vào núi đá chìm nghỉm, sóng xô ngập bờ, không có chiếc thuyền nào được thoát, rút cuộc bắt hết quân địch. Lúc đầu, các tướng đều cười Điền Dự đợi quân địch ở chỗ trống vắng, đến lúc phá được địch, mới chịu cùng mưu tính, xin vào biển vớt lấy thuyền trôi. Điền Dự sợ quân Ngô thế cùng liều chết mà đánh, đều không nghe. Lúc trước, Điền Dự làm Thái thú, đô đốc các quân của Thanh Châu, Thanh Châu Thứ sử Trình Nhất trong lòng không phục, lúc có việc quân, nhiều lần làm sai lầm. Nhất biết Minh Đế thích ngọc châu, bèn ngầm dâng biểu gièm pha ông rằng: “Dự dẫu có công đánh trận nhưng hiệu lệnh buông trễ, bắt được đồ khí giới vàng ngọc rất nhiều mà lại chia ra, đều không nạp vào sở quan”. Do đó Điền Dự không được xét công.
Sau đó, Tôn Quyền đem mười vạn quân đánh Tân Thành (quận Hợp Phì), Chinh đông tướng quân Mãn Sủng muốn đem các quân đến cứu. Điền Dự bàn rằng: 
“Giặc phát hết quân lớn, không những tìm lấy cái lợi nhỏ mà còn muốn đánh Tân Thành để dụ đại quân ta đến đánh thôi. Nên nghe theo đến đánh, bẻ gãy khí mạnh của giặc, không cần tranh thắng với giặc, nếu thành không vỡ, giặc tất rút về; sau khi rút về mới đuổi đánh mới thắng lớn được vậy. Nếu giặc biết kế ấy, tất không đánh thành, như thế cũng phải tự rút chạy. Nếu tiến binh ngay, tất trúng kế giặc. Lại nữa, đại quân chọn hướng đi phải khiến cho giặc khó biết, không để giặc tự mưu tính trước”.
Ngụy Minh Đế theo kế ấy, quả nhiên quân Ngô rút chạy.

### Thời Tào Phương
Đầu năm 240, ông chuyển làm Sứ trì tiết, Hộ Hung Nô Trung lang tướng, thêm chức Chấn uy Tướng quân, lĩnh chức Thứ sử Tinh Châu. Người Hồ ngoài biên giới nghe uy danh của ông, cùng nhau đến cống nạp. Biên giới yên tĩnh, trăm họ nhờ ơn ấy. Triều đình gọi ông về làm Vệ úy, ông thường xin nhường chức. Thái bảo Tư Mã Ý cho rằng ông là người cứng cỏi, hạ chiếu dụ không nghe. Điền Dự gửi thư đáp nói: 
“Qua bảy mươi tuổi mà vẫn nhậm chức, ví như chuông kêu hồi kết, lại đi đêm không được nghỉ, đấy là kẻ có tội vậy”.
Rồi ông lại cố xưng bệnh nặng và được phong làm Thái trung Đại phu, ăn lộc quan Khanh.
Điền Dự từ quan về nhà, trú ở huyện Ngụy. Gặp lúc quận Nhữ Nam sai Kiện Bộ đi đánh phương bắc, cảm kích ân đức của Dự, qua bái tạ ông. Điền Dự bèn giết gà nấu cơm, đi tiễn đến đầu bờ ruộng. Kiện Bộ thương ông nghèo khổ, khóc lóc mà đi, trở về được quan dân khen ngợi. Người quận Nhữ Nam góp mấy nghìn đồng tiền, sai người đến tặng Điền Dự nhưng ông không lấy một thứ gì.
Khi ông sắp mất, có dặn vợ con phải táng ông ở bên cạnh mộ Tây Môn Báo. Vợ ông hỏi vì sao, ông đáp: “Việc mà Báo làm giống ngang với ta vậy, cho nên lúc chết vẫn có linh, tất làm bạn với ta”. Vợ con ông nghe theo. Người quận Nhữ Nam nghe tin ông mất, bùi ngùi, rồi vẽ tranh hình ông, lại làm bia khắc công.
Ông mất năm 82 tuổi, không rõ năm nào. Ông hoạt động trong khoảng 50 năm. Con ông là Điền Bành Tổ nối tự.
Năm 254, Tào Phương hạ chiếu khen thưởng, ban tiền gạo cho gia đình ông.
Dù có nhiều công lao với Tào Ngụy và từng có thời gian theo Lưu Bị nhưng Điền Dự không được La Quán Trung nhắc đến trong tiểu thuyết Tam Quốc diễn nghĩa.

## Đánh giá
Điền Dự trong sạch tiết kiệm, có ban thưởng đều chia cho tướng sĩ. Mỗi khi người Hồ, người Địch tặng riêng, ông đều cất vào sở quan, không giấu ở nhà riêng; nhà thường nghèo túng. Nhiều người khen tiết tháo cao đẹp của ông. Trong sách Tam Quốc chí, Trần Thọ ca ngợi ông là người "nhàn nhã thanh bạch, mưu lược sáng suốt mà tinh tường".